# Дзенцмані
Дзенцмані (груз. ძენწმანი) — село в Грузії.
За даними перепису населення 2014 року в селі проживає 197 осіб.